# Brandon Harris
Brandon Harris (Miami, 24 gennaio 1990) è un giocatore di football americano statunitense che gioca nel ruolo di cornerback per i Tennessee Titans della National Football League (NFL). Fu scelto nel corso del secondo giro (60º assoluto) del Draft NFL 2011 dglai Houston Texans. Al college ha giocato a football coi Miami Hurricanes dove fu premiato come All-American.

## Carriera professionistica

### Houston Texans
Harris fu scelto nel corso del secondo giro del Draft 2011 dai Houston Texans. Nella sua stagione da rookie disputò 7 partite, nessuna delle quali come titolare, mettendo a segno 3 tackle. Nel 2013 disputò per la prima volta tutte le 16 partite facendo registrare un nuovo primato personale di 20 tackle. Fu svincolato il 30 agosto 2014.

### Tennessee Titans
Il giorno successivo, Harris firmò coi Tennessee Titans.

## Statistiche
| Partite totali      | 31 |
| Partite da titolare | 0  |
| Tackle              | 37 |
| Intercetti          | 0  |
| Fumble forzati      | 0  |

Statistiche aggiornate alla stagione 2013